# Шунгут
Шунгу́т — река в Сергиевском и Исаклинском районах Самарской области России. Устье реки находится в 11 км по правому берегу реки Сургут. Истоки — возле села Старый Шунгут. Длина реки составляет 32 км, площадь водосбора — 258 км².

## Данные водного реестра

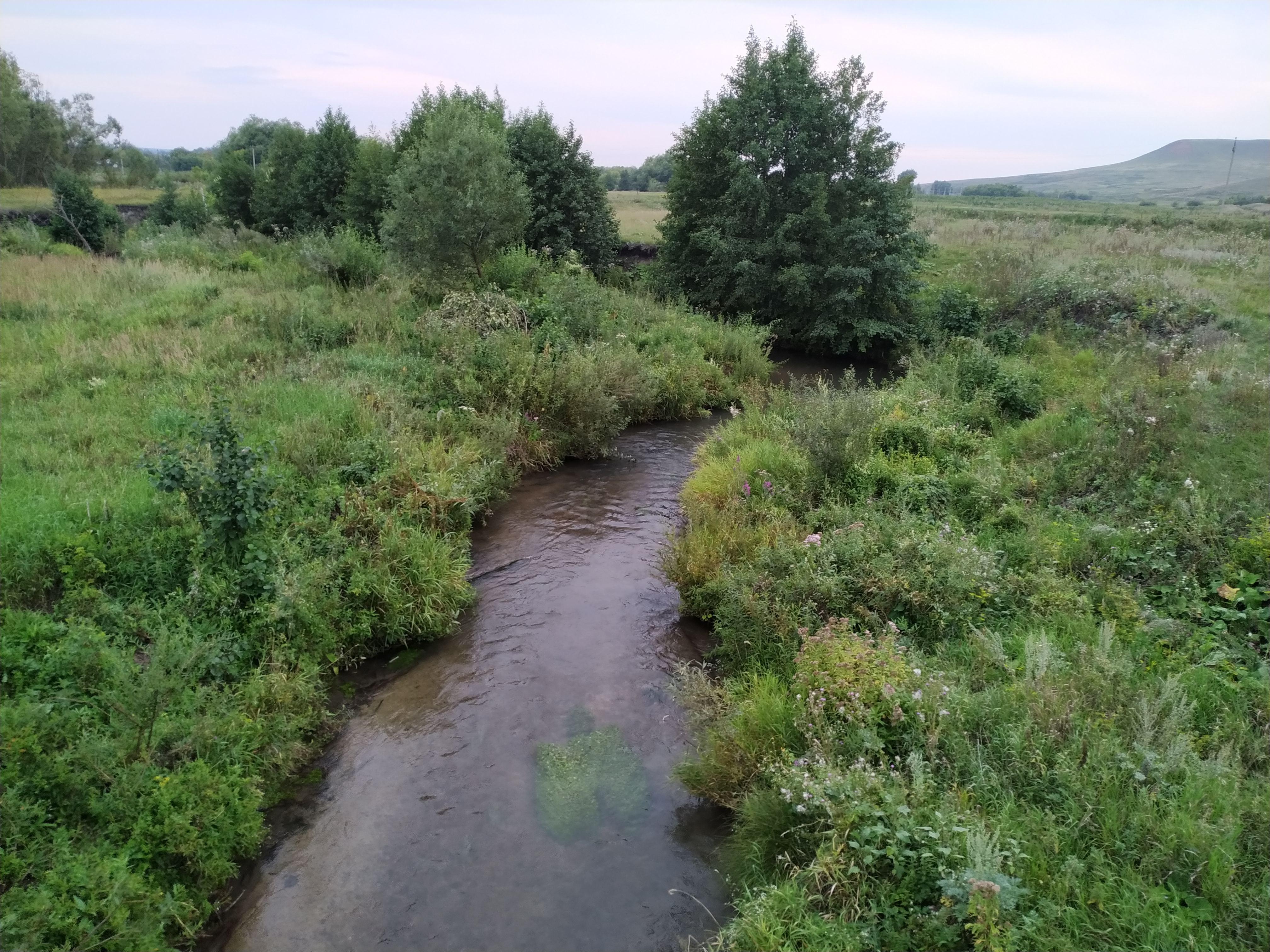
Вид с моста на автодороге 36Н-547

По данным государственного водного реестра России относится к Нижневолжскому бассейновому округу, водохозяйственный участок реки — Сок от истока и до устья. Речной бассейн реки — Волга от верховий Куйбышевского вдхр. до впадения в Каспий.
Код объекта в государственном водном реестре — 11010000612112100005891.